# BBES
Il Protocollo B-BES (Behavior Based Energy Saving) è un protocollo finalizzato a “sviluppare comportamenti umani volti alla riduzione di energia connessa allo svolgimento delle attività di processi industriali e/o di servizi ovvero indirettamente correlati ad essi”.
Il risparmio energetico, in generale, può essere ottenuto in vari modi: tecnologie in grado di trasformare l'energia da una forma ad un'altra in modo più efficiente, auto produzione, adozione di approcci sistemici (sistemi di gestione dell'energia, ad esempio progettati seguendo lo standard UNI CEI EN 16001),  adozione di comportamenti umani che col tempo si traducano in risparmio energetico. Un esempio legato al complesso di questi approcci è quello della mobilità sostenibile che si sviluppa con approcci infrastrutturali (ad esempio predisposizione di linee di autobus), sistemici (analisi, pianificazione e monitoraggio dell'utilizzo delle linee pubbliche da parte dell'utenza) e comportamentali (analisi delle cause comportamentali che condizionano l'utenza all'uso del mezzo proprio, azioni di comunicazione e rinforzo dei comportamenti volti alla dismissione dell'auto privata ed all'utilizzo delle linee di autobus predisposte).

## Approccio motivazionale e comportamentale
L'approccio motivazionale è un metodo, che fonda le sue radici sulle motivazioni intese da un punto di vista psicologico come l'insieme dei fattori dinamici aventi una data origine che spingono il comportamento di un individuo verso una data meta; ogni atto che viene fatto senza motivazioni rischia di fallire. La motivazione svolge fondamentalmente due funzioni: attivare e orientare comportamenti specifici. Nel primo caso si fa riferimento alla componente energetica di attivazione della motivazione. Nel secondo caso si fa riferimento alla componente direzionale di orientamento. Lavorando sulla motivazione (i processi motivazionali creano aspettative e guidano la condotta) e sull'impegno attivo dei partecipanti, incentivando dinamiche di gruppo e processi di decision taking il gruppo di lavoro ha l'obiettivo di promuovere, anche attraverso tecniche di rinforzo positivo, la consapevolezza e di conseguenza la cultura del risparmio energetico (BBES). L'approccio si definisce anche comportamentale perché per comprendere i comportamenti occorre giungere ad un'approfondita comprensione empirica e sperimentale delle relazioni tra certi tipi di stimoli (ambientali) e certi tipi di risposte (comportamentali). Uno degli assunti principali è il meccanismo del condizionamento, in base al quale l'associazione ripetuta di uno stimolo, detto stimolo neutro, con una risposta che non è ad esso direttamente correlata, farà sì che, dopo un periodo di tempo, a tale stimolo segua la risposta condizionata. L'efficacia di questo approccio consiste principalmente nell'individuazione, valutazione e gestione delle cause comportamentali che provocano disinteresse verso un comportamento virtuoso in termini di risparmio energetico.

## Metodologia
La metodologia seguita per conseguire tali risultati consiste in un processo che si articola secondo diverse fasi che, in parte, ricadono sotto le metodiche adottate per la metodologia B-BS (Behavior-based safety) ove il target di riferimento è confinato in un sito produttivo; ed in parte prevedono un approccio differente, soprattutto in fenomeni interaziendali o in territori ampi ma comunque definiti e delimitati (ad esempio zone industriali, quartieri, borgate).